# Řád svatého Sávy

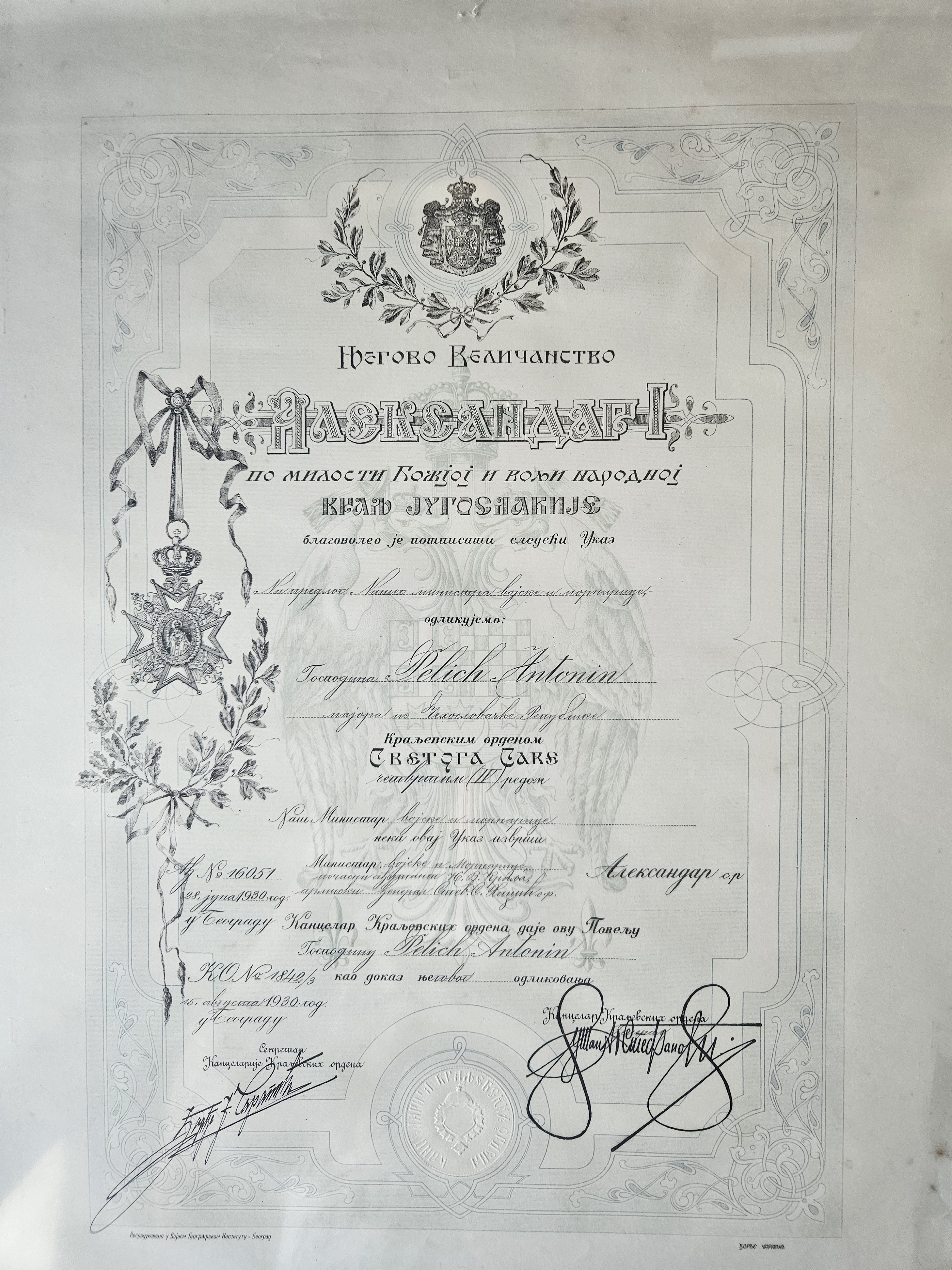
Dekret Antonín Pelich

Řád svatého Sávy (srbsky Орден Светог Саве) byl srbský a později jugoslávský královský záslužný řád založený v roce 1883 srbským králem Milanem Obrenovićem, jako konkurenční k řádu bílého orla. Stejně jako řád bílého orla se řád sv. Sávy dělil do 5 tříd.
Řád byl udělován za umělecké, kulturní a vědecké zásluhy, ale také za zásluhy o pravoslavnou církev, školství. Uděloval se cizincům, vojákům a příslušníkům diplomatického sboru. I když se řád uděloval vojákům, nikdy se neuděloval s meči, jelikož nešlo o vojenský řád.

## Vzhled a provedení řádu
Odznak řádu tvoří bíle smaltovaný maltézský kříž s modrými okraji ze zlaceného stříbra. Hroty kříže jsou zakončeny kuličkami. Na středu klenotu je v oválném medailonu umístěna postava Svatého Sávy (u nejstarších typu kříže oděn v červeném, od roku 1920 v zeleném ornátu). Na středním medailonu je ve staré cyrilici nápis: TRUDOM SVOIM VSJA PRIOBRETE (Vlastní prací dosáhnete všeho).
Na zadní straně je korunovaný monogram zakladatele řádu krále Milana I.
Stejně jako u řádu bílého orla je u verze po roce 1903, kdy nastoupil král Petr I. zadní strana změněna a místo monogramu Milana I. je letopočet 1883 (rok založení řádu).
Hvězda je osmihrotá, stříbrná s řádovým odznakem na svém středu. Velikost hvězdy velkokříže 90,5 x 90,3 mm. Velikost hvězdy velkodůstojníka je 78,7 x 80,7 mm.
Stuha je bílá s modrými postranními pruhy.

## Dělení řádu
- velkokříž - I. stupeň - velkostuha, hvězda na pravé straně hrudi
- velkodůstojník - II. stupeň - stuha u krku, menší hvězda vpravo
- komandér - III. stupeň - stuha u krku
- důstojník - IV. stupeň - stužka na prsou
- rytíř - V. stupeň - stužka na prsou, stříbrné provedení

## Čeští nositelé
- Josef Hrnčíř (* 27. června 1877) – architekt a stavitel v Bělehradě, nositel Řádu sv. Sávy III. třídy
- Vladimír Haering, za práci válečného chirurga v první balkánské válce
- Sáva Chilandarec, vlastním jménem Slavibor Breüer (1837-1911), český mnich a spisovatel. Žil v klášteře Chilandar.
- Rudolf Jedlička, za práci válečného chirurga v první balkánské válce
- Bohuslav Albert, za práci válečného chirurga v první balkánské válce
- Alois Jirásek – český spisovatel; řád mu byl udělen v roce 1926 k 75. narozeninám[1]
- Alois Mašek – český lékař a politik, účastník srbsko-turecké války
- Milan Mixa – český lékař, v Karlových Varech osobně udělila jugoslávská královna Marie
- 1894 Kristian Petrlík – profesor inženýrského stavitelství na Císařské a královské české vysoké škole technické v Praze za patronaci nad srbskými studenty, řád III. stupně
- Václav Švambera – český geograf, profesor Univerzity Karlovy, řád II. stupně
- Marie Provazníková – česká náčelnice Sokola, řád II. stupně
- Augustín Ráth - československý a slovenský právník, rektor Univerzity Komenského a první děkan její právnické fakulty
- Václav Sláma (plukovník, zpravodajský důstojník, účastník 2. odboje) - udělen 1943
- Jan Syrový - československý generál, velitel československých legií v Rusku, předseda pomnichovské vlády, řád I. stupně
- ThDr. Dušan Karel Surma (1906-1986?) - český pravoslavný duchovní v Jugoslávii, řád mu byl udělen kolem roku 1930 za zásluhy u příležitosti postavení pravoslavného kostela v Rogači u Bělehradu
- Arch. Gustav Wiedermann (1850-1914) - architekt a starosta Františkových Lázních, řád mu byl udělen zejména za výstavbu pravoslavných chrámů sv. kněžny Olgy, sv. Petra a Pavla a sv. Vladimíra v západních Čechách. Řád mu osobně udělil srbský král Milan I. u příležitosti návštěvy královského páru ve Františkových Lázních
- Josef Šnejdárek byl československý generál a legionář byl mu udělen řád II.třidy
- Antonín Pelich, dekret 16051, udělen 28.6.1930